# Nisipurile Oleșki

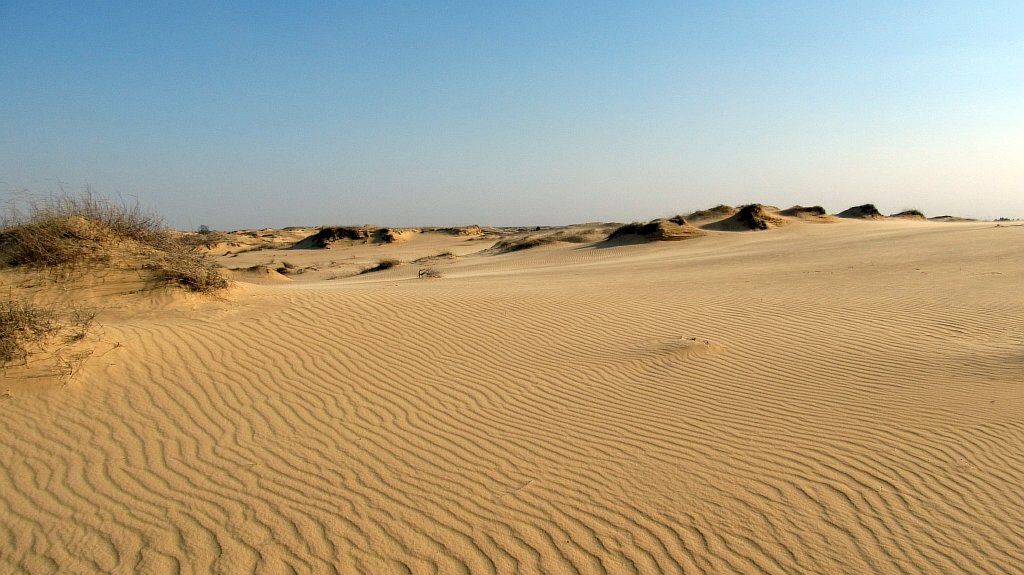

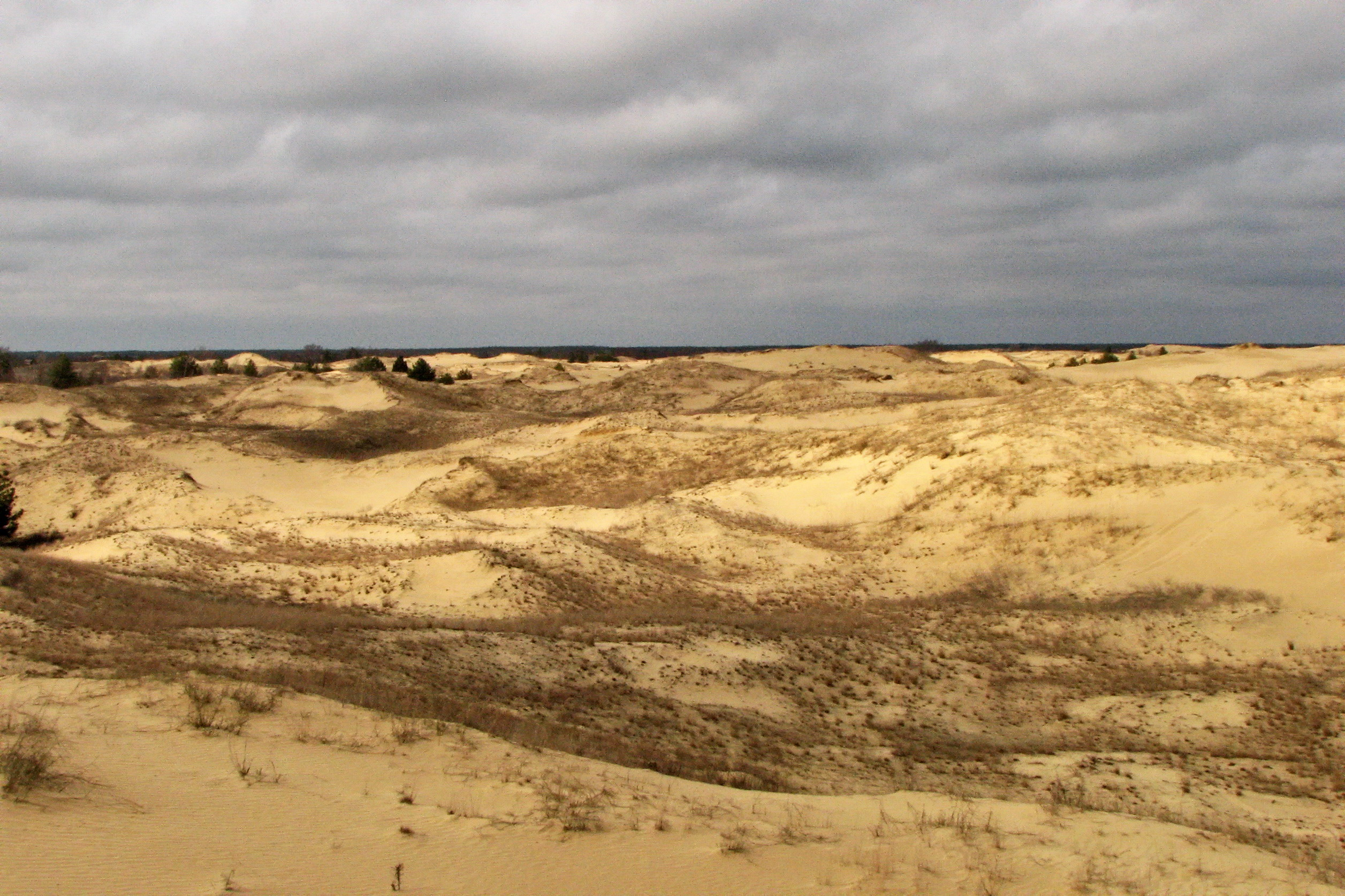

Nisipurile Oleșki (în ucraineană Олешківські піски) este cea mai mare întindere de nisip din Ucraina și una dintre cele mai mari din Europa. Acestea sunt situate în zona interioară a teritoriului ucrainean, preponderent în raionul Țiurupînsk din regiunea Herson (sudul Ucrainei). Deșertul este format din dune care ajung la o înălțime de cinci metri. 
Din cauza temperaturii sale și cantității de precipitații reduse, aceste nisipuri sunt considerate uneori ca semideșert. O vegetație rară poate fi observată de-a lungul nisipurilor. Nisipurile Oleșki au 15 km în diametru și sunt înconjurate de o pădure foarte densă, plantată pentru a preveni deșertificarea zonelor adiacente. Din cauza densității sale, pădurea este adeseori cuprinsă de incendii. Deși este o stepă nisipoasă relativ mică, aici există furtuni de nisip. Ele apar ca urmare a tipului de nisip din zonă, foarte fin și ușor de preluat de vânt. Intensitatea furtunilor de nisip este destul de slabă. Suprafața totală a parcului național este de 1600 km2. Teritoriul se întindea pe 150 km de la sud la nord și 30 km de la vest la est.

## Vezi și
- Askania-Nova
- Cumania

## Legături externe
- uc Privire de ansamblu
- Imagini video a zonei
- Blog cu privire la nispurile Oleșki
- Nisipurile Oleșki pe YouTube

1. ↑  „Nisipurile Oleșki | bls.ua”.